# Alexander O'Neal
Alexander O'Neal (Natchez, 15 november 1953) is een Amerikaans r&b zanger, liedjesschrijver en arrangeur. Zijn muzikale carrière omvat meer dan 30 jaar. Hij werd midden jaren 80 populair als soloartiest en gaf veertien singles uit die in het Verenigd Koninkrijk in de UK Singles Chart en ook diverse singles die in Nederland in zowel de Nederlandse Top 40 als de Nationale Hitparade Top 100 terechtkwamen.

## Biografie

### Vroege jaren
O'Neal werd geboren in de plaats Natchez. Na het voltooien van de middelbare school studeerde hij verder aan de Alcorn State Universiteit. Op zijn twintigste jaar verhuisde O'Neal naar Minneapolis waar hij optrad in diverse bands, waaronder Flyte Tyme met Monte Moir en producer-duo Jimmy Jam & Terry Lewis. Flyte Time werd omgedoopt tot The Time toen de band in 1981 door Prince werd gecontracteerd. O'Neal vertrok na een conflict en werd vervangen door Morris Day. 

### Solocarrière
In 1985 kwam zijn gelijknamige debuutalbum uit; Alexander O'Neal dat geproduceerd was door Jimmy Jam & Terry Lewis die ook de opvolgers Hearsay uit 1987 en All True Man uit 1991 voor hun rekening namen. O'Neal werkte in deze periode ook samen met The S.O.S. Band en Cherrelle. Verder kwamen er nog zes studioalbums, zes compilatiealbums, en een live-album uit. 
O'Neal verscheen op tv in de Britse versies van Just the Two of Us (2006, 2007), Jouw Vrouw, Mijn Vrouw VIPS (2008) en Big Brother VIPS (2015).
Ter gelegenheid van het dertigjarig jubileum van Hearsay werd het album opnieuw opgenomen met de funkband Mamma Freedom uit Manchester en volgde er een tournee.  
Zijn muziek is te beluisteren op verschillende streamingsdiensten en wordt met regelmaat op soul en funk gerelateerde radiozenders afgespeeld.  

## Discografie

### Nederlandse Top 40
| Single met eventuele hitnotering(en) in de Nederlandse Top 40 | Datum van verschijnen | Datum van binnenkomst | Hoogste positie | Aantal weken | Opmerkingen                                             |
| ------------------------------------------------------------- | --------------------- | --------------------- | --------------- | ------------ | ------------------------------------------------------- |
| Fake                                                          | 1987                  | 01-08-1987            | 15              | 6            | #20 in de Nationale Hitparade Top 100                   |
| Criticize                                                     | 1987                  | 21-11-1987            | 17              | 8            | #17 in de Nationale Hitparade Top 100                   |
| Never Knew Love Like This                                     | 1988                  | 05-03-1988            | 16              | 5            | feat. Cherrelle / #24 in de Nationale Hitparade Top 100 |
| All True Man                                                  | 1991                  | 09-02-1991            | 16              | 5            | #20 in de Nationale Top 100                             |
| Love Makes No Sense                                           | 1993                  | 27-02-1993            | Tip 7           | -            |                                                         |
| All That Matters To Me                                        | 1993                  | 22-05-1993            | Tip 16          | -            |                                                         |

### Studioalbums
- Alexander O'Neal (1985)
- Hearsay (1987)
- My Gift to You (1988)
- All True Man (1991)
- Love Makes No Sense (1993)
- Lovers Again (1996)
- Saga of a Married Man (2002)
- Alex Loves... (2008)
- Five Questions: The New Journey (2010)
- Hearsay 30 (2017)

### Compilatiealbums
- All Mixed Up (1987)
- Twelve Inch Mixes (1992)
- This Thing Called Love: The Greatest Hits of Alexander O'Neal (1992)
- The Best of Alexander O'Neal (1995)
- Greatest Hits (2004)
- Icon (2011)

### Single CD
- The official bootleg megamix Vol.2 (1989)

### Live-album
- Live at the Hammersmith Apollo - London (2005)

## Tours
- 30 Years of Hearsay Tour (2017)